# Iglesia de la Natividad de Nuestra Señora (Ludiente)
La iglesia parroquial de la Natividad de Nuestra Señora de Ludiente, en la comarca del Alto Mijares, no debe confundirse con la Iglesia de la Natividad, que es el otro nombre con el que se conoce a la antigua Iglesia del pueblo, que es una iglesia fortificada del siglo XV y que está catalogada como Bien de Interés Cultural, y en la que no se realiza culto alguno. La iglesia parroquial, la que sí es un lugar de culto, también tiene por advocación la Natividad de la Virgen, pero es un templo datado del siglo XVIII y cuya catalogación es de Bien de Relevancia Local, según la Disposición Adicional Quinta de la Ley 5/2007, de 9 de febrero, de la Generalitat, de modificación de la Ley 4/1998, de 11 de junio, del Patrimonio Cultural Valenciano (DOCV Núm. 5.449 / 13/02/2007), con código 12.08.073-005
La iglesia se ubica en el núcleo poblacional, en la calle General Aranda 5, y pertenece a la Diócesis de Segorbe-Castellón, en concreto al arciprestazgo 14 conocido como San Vicente Ferrer, con sede en Lucena del Cid.
El edificio se complementa con la presencia de una torre campanario construido en estilo barroco, sin remate, en el que uno de sus cuerpos está destinado a la ubicación de las campanas. Las campanas son dos, la más antigua, datada de 1776 tiene por nombre San Pedro Mártir, un diámetro de 82 centímetros y un peso de 319 kilogramos. Mientras, Emilia, la campana más reciente, está datada de 1952, presenta un diámetro de 70 centímetros y un peso de 199 kilogramos.